# Detektiv Conan – Das 14. Ziel
Detektiv Conan – Das 14. Ziel (japanisch 名探偵コナン 14番目の標的,  Meitantei Konan: Jūyon-banme no Tāgetto) ist der zweite Kinofilm zur Manga- und Animeserie Detektiv Conan aus dem Jahr 1998. Er startete am 18. April 1998 in den japanischen Kinos. Auf Deutsch erschien der Film am 24. September 2007 bei Kazé auf DVD und am 30. März 2018 auf Blu-ray Disc.

## Handlung
Kommissar Megure, Eri Kisaki und Professor Agasa werden angegriffen. Die Schlussfolgerung ist offensichtlich. Der Täter versucht, Kogorō Mōri zu schaden, weil Kogoro für die Verhaftung mitverantwortlich ist. Der Ex-Sträfling scheint mit ihm ein Spiel spielen zu wollen, der Verdächtige legt kleine Spuren und die Spielkarten sollen dann zum Täter führen.

## Produktion
Bei der Produktion von TMS Entertainment führte Kenji Kodama Regie. Das Drehbuch schrieb Kazunari Kouchi. Die künstlerische Leitung lag bei Yukihiro Shibutani und für die Designs war Hieoyuki Mitsumoto verantwortlich. Die Musik komponierte Katsuo Ōno. Das Abspannlied ist Shōjo no Koro ni Modotta Mitai ni von Zard.

## Synchronisation
Die deutsche Synchronfassung wurde vom Berliner Synchronstudio TV+Synchron GmbH produziert. Das Dialogbuch wurde von Ulrike Lau geschrieben, welche ebenfalls die Synchronregie übernahm.
| Figur                   | Japanischer Sprecher (Seiyū) | Deutscher Sprecher   |
| ----------------------- | ---------------------------- | -------------------- |
| Conan Edogawa           | Minami Takayama              | Tobias Müller        |
| Shin’ichi Kudō          | Kappei Yamaguchi             | Tobias Müller        |
| Ran Mōri                | Wakana Yamazaki              | Giuliana Jakobeit    |
| Kogorō Mōri             | Akira Kamiya                 | Jörg Hengstler       |
| Ayumi Yoshida           | Yukiko Iwai                  | Julia Meynen         |
| Mitsuhiko Tsuburaya     | Ikue Ōtani                   | Fabian Hollwitz      |
| Genta Kojima            | Wataru Takagi                | Michael Iwannek      |
| Professor Hiroshi Agasa | Ken’ichi Ogata               | Rüdiger Evers        |
| Sonoko Suzuki           | Naoko Matsui                 | Julia Ziffer         |
| Kommissar Jūzō Megure   | Chafurin                     | Klaus-Dieter Klebsch |
| Eimei Shishido          | Kenji Utsumi                 | Oliver Siebeck       |
| Eri Kisaki              | Gara Takashima               | Sabine Winterfeldt   |

## Rezeption
„[...] Etwas mehr Action, mehr Figuren und ein Fall, der Conan einmal mehr ans Limit bringt – dieses Mal sogar körperlich. Insgesamt ist daher "Detektiv Conan - Das 14. Ziel" ein gelungenes zweites Kinoabenteuer für Fans, welches die bisherige Serie gekonnt weitererzählt.“